# 夏待ち
「夏待ち」は、ROUND TABLE feat. Nino の6作目のシングル。2006年4月26日に FlyingDog から発売された。

## 概要
ROUND TABLE feat. Nino として、前作「Rainbow」から約6ヶ月ぶりのリリース。
テレビアニメ『ARIA The NATURAL』のエンディングテーマと挿入歌のタイアップがついている。

## 収録曲
1. 夏待ち
作詞・作曲：北川勝利 / 編曲：ROUND TABLE、桜井康史、窪田ミナ
テレビアニメ『ARIA The NATURAL』エンディングテーマ
2. 潮騒
作詞：伊藤利恵子 / 作曲：北川勝利 / 編曲：ROUND TABLE、桜井康史
テレビアニメ『ARIA The NATURAL』第9話挿入歌
3. 夏待ち（Instrumental）
4. 潮騒（Instrumental）

## 演奏
- Nino：Vocal & Chorus (#1.2)
- 北川勝利
  - Acoustic Guitar, Bass, Percussion (#1)
  - Chorus (#1.2)
- 伊藤利恵子：Electric Piano (#1.2)
- 桜井康史
  - Programming (#1.2)
  - Acoustic Guitar (#2)
- 千ヶ崎学：Bass (#2)
- 山之内俊夫：Electric Guitar (#1.2)
- 宮田繁男：Drums (#1.2)
- 杉野裕ストリングス：Strings (#1.2)
- 山本拓夫：Flute (#2)